# Трохимівка (Генічеський район)
Трохи́мівка — село в Україні, в Генічеському  районі Херсонської області. Входить до складу Іванівської селищної громади.  Населення 1 січня 2015 становило 538 осіб.

## Назва
Назва села походить від імені одного з перших поселенців та мешканців — коваля Трохима Семеновича Сапи, уродженця с. Янчекрак Василівської волості Мелітопольського повіту Таврійської губернії (зараз Василівський район Запорізької області) 

## Історія
Про перебування людини на території села в минулому свідчить знахідка кремінного наконечника списа (ІІ тис. до н. е.) на південній його околиці (колишній сад) та кургани ІІІ — І тис. до н. е. на південний захід від нього.
Село було засновано на місці цілинного степу в Таврійському краї в 1909 року. Перші поселенці з'явились з-під Мелітополя (Запоріжжя) і були вихідцями із сіл Янчекрак та Терпіння 
Згідно зі Столипінською реформою 1906—1912 рр., вони отримали в серці цілинного і посушливого таврійського степу свої земельні ділянки-відруби в розмірі 20 десятин (~25 га).
Одним з перших поселився коваль Трохим Семенович Сапа зі своєю сім'єю, а згодом, ще кілька сімей — усього 25 дворів (на 01.01.1915). Серед перших мешканців Трохимівки були родини Величко, Валько, Гавриленко, Новіків, Івіних, Тимченко, Васецьких, Олійників, Сіврюків, Лисенко, Григоренків, Пухліків, Прядко, Дмитровських. Значно пізніше, на сільській сходці жителі вирішили назвати свій висілок — хутір на честь Трохима Сапи — Трохимівкою.
На 1 січня 1915 року в селі мешкало 154 особи (з них 81 чоловіків). Сільській громаді належало 513 десятин землі, 105 коней, 29 корів. Вітрового млина (вітряка) в селі не було, як і школи чи церкви. Село складалося із однієї вулиці, що була забудована саманними хатами — землянками під черепицею.
На початку 20 століття висілок підпорядковувався Агайманській волості Мелітопольського повіту. З 1923 року у складі Іванівського району або Нижньосірогозького районів [1] .

### Українська революція та радянсько-українська війна
З 1917 року село належить до Української Народної Республіки, про те будь-яких органів управління та представників останньої в селі не було, а ввійшла до складу згідно формалізованих (проголошених) документів УНР (як і більшість решти території сучасної України, на яких органів чи управління УНР так і не з'явилося, а її режим і влада не відбулися). Наразі будь-яких мешканців, які б підтримали УНР чи брали участь в державному управлінні чи військових формування республіки, серед жителів села невідомо.
Втім, незабаром на території села більшовики розпочали збройну боротьбу (1918—1920) із підрозділами гетьманців, деникінців, врангелівців і особливо із загонами махновців, які мали найбільшу підтримку серед місцевого населення. Через село рухалися загони воюючих сторін, особливо в 1919 та 1920 рр.
З жовтня 1920 р. в результаті Перекопсько-Чонгарської операції РСЧА проти РВА «чорного барона» Врангеля в Криму, в селі остаточно утвердилася більшовицька влада 
Трохимівка належить до УСРР. В селі діяв комнезам .

### Встановлення та розвиток радянської влади
Під час непу у селі розвивалися приватні селянські господарства. В березні 1928 року в селі зорганізувався ТСОЗ «Згода». Незаможні члени сільгоспартілі об'єдналися з метою спільної обробки землі методом супряги та під тиском більшовицької влади.
На початку 1930-х, в умовах суцільної колективізації, на базі місцевого ТСОЗу почалося примусове створення колгоспу «Прогрес», що функціонував в межах висілків Трохимівка (15), Миколаївка (14), Орлянка (19), Сергіївка (20) та Охрімівка (16). Першим головою колгоспу був Степан Пономаренко, пізніше — Васецький Іван Демидович. В 1932—1933 рр. селом прокотився великий голодомор.

### Голодомор
Список жертв Голодомору 1932—1933. в селі (дані з Національної книги Пам'яті жертв голодомору в Україні).
- За даними архівних джерел у селі загинуло 14 чоловік. На сьогодні встановлено імена 12.
- Білий Матвій Володимирович, 27 р., хлібороб, член колгоспу, 29.06.1933, невідома, ф. Р-4069, оп. 5, спр. 82, арк.100
- Валько Гриць Якович, 15 р., хлібороб, член колгоспу, 05.07.1933, невідома, ф. Р-4069, оп. 5, спр. 82, арк. 106
- Валько Микола Якович, 17 р., хлібороб, член колгоспу, 23.05.1933, невідома, ф. Р-4069, оп. 5, спр. 82, арк. 105
- Гоголенко Микола Романович, 10 р., з родини селян, 24.05.1932, від застуди, ф. Р-4069, оп.5, спр.77, арк.68
- Дмитровський Михайло Якович, 37 р., член артілі, 21.11.1932, невідома, ф. Р-4069, оп.5, спр.77, арк.71
- Коваленко Наталка, 70 р., хлібороб, член колгоспу, 15.08.1933, невідома, ф. Р-4069, оп. 5, спр. 82, арк. 101
- Курасів Степан Петрович, 54 р., хлібороб, член артілі, 27.10.1932, «внутрішня хвороба», ф. Р-4069, оп.5, спр.77,арк.70
- Немченко Олена Миколаївна, 1 р., на утриманні батьків, хліборобів-одноосібників, 07.08.1933, невідома, ф. Р-4069, оп. 5, спр. 82, арк. 102
- Сапа Павло Захарович, 2 р., з родини селян, 30.09.1932, від застуди, ф. Р-4069, оп.5,спр.77, арк.69
- Сіврюк Одарка Павлівна, 39 р., на утриманні чоловіка –хлібороба, члена артілі, 15.03.1933, не вказана, ф. Р-4069, оп. 5, спр. 82, арк. 72
- Шпак Володимир Якимович, 1 р., на утриманні батьків –хліборобів, членів колгоспу, 07.09.1933, невідома, ф. Р-4069, оп. 5, спр. 82, арк. 103
- Шпак Ганна Тимофіївна, 28 р., хлібороб, член колгоспу, 13.09.1933, невідома, ф. Р-4069, оп. 5, спр. 82, арк. 104

З 1935 року почала діяльність неповна Трохимівська середня школа (НСШ — семирічка). ЇЇ першим директором був Микита Климович Непийпиво. Перші вчителі (Ноель Ліда Карлівна, Непийпиво Семен Климович та інші) були ініціаторами створення молодіжного сільського музичного ансамблю та сільського театру, який в 1940 р. за п′єсу «Баба» був відзначений дипломом Дніпропетровського облвідділу культури під час конкурсу-огляду сільських театрів. В 1940 р. педагогічний колектив школи налічував 7 вчителіів .

### Друга світова війна
Після оголошення мобілізації (червень 1941 р.) до лав РСЧА було мобілізовано чоловіків-односельців. Оборонних боїв в серпні-вересні 1941 р. на територіі села не було; біля села (Мелітопольським шляхом) лише прийшли загони відступаючих бійців. У вересні місяці 1941 р. через село прийшли загони німецьких та румунських військ. З вересня 1941 по кінець жовтня 1943 рр. село перебувало під нацистською окупацією. Було створене громадське (общинне) господарство — громгосп — № 26 «Зелений дуб». Старостою села був житель на прізвище Сіврюк. З листопада 1942 р. до Німеччини, на примусові роботи, було вивезено кілька юнаків та дівчат, а саме: Новік Пилип 1925 р.н. (ХІ.1942), Пухлік Василь (1942), Люкова Марія (1942), Скороход Єгор 1918 р.н. (Х.1943), Величко Віра 1922 р.н. (ХІІ.1942), Лісний Борис 1923 р.н. (ІІ.1942), Репешко Іван 1928 р.н (1943), Пухліков Олексій 1928 р.н (1942) та Різан Василь 1922 р.н. (1942)
Всього 45 односельців брали участь у війні на боці СРСР, додому з війни повернулися лише 20 чоловік.
Село було зайняте Червоною Армією 29 жовтня 1943 р, підрозділами 87-ї гв. Перекопської сд 51 А в ході здійснення Мелітопольської наступальної операції. Після боїв, під час визволення села, на його території було поховано 5 бійців (старшина Агапов Микола, рядові Налобін Анатолій та Мусаєв Хаким і двоє неідомих). Їх захоронено в братській могилі, що знаходиться по вул. Першотравневій, біля якої 1965 р. було поставлено пам'ятник із скульптурою озброєного радянського воїна та коліно схиленої жінки з букетом квітів. Згідно інших даних, в Трохимівці захоронені 10 воїнів.
В 1990 р. могила доповнена мармуровими плитами із прізвищами 267 загиблих односільчан та інших сіл тогочасної сільської громади.
Повоєнна відбудова села та радянський період в його розвитку.
Після відновлення окупаційного радянського режиму в селі на 1 січня 1944 р. в селі мешкала 71 сім′я та обліковувалося 232 особи (80 чоловічої та 152 жіночої статі, з яких — 125 дітей, з них 65 — шкільного віку). В лавах РСЧА на цей час перебувало 53 чоловік — односельців. На все село нараховувалося лише 43 корови. Відновила роботу місцева сільрада, яку очолила Мікішина Пелагея Прокопівна 1905 р.н., Трохимівська НСШ (семирічна школа) та пошта. З 1945 року в селі відновив свою діяльність і місцевий колгосп «Прогрес», що опирався здебільшого на руки жінок, підлітків та працездатних людей похилого віку. Пережило село й повоєнний голод 1946-1947 рр., який ще пам'ятають старожили.
Місцевий «Прогрес» був об'єднаний із сусіднім колгоспом «Червона Україна» в одне господарство — колгосп ім. Кірова (1951 р.). Була ліквідована і Кіровська сільська рада, що увійшла до складу Трохимівської сільської ради.
1957 р. був створений радгосп — гігант «Мирний», до складу якого увійшли маже всі колгоспи західної частини Іванівського району, в тому числі і колгоспи ім. Кірова та ім. Будьонного Трохимівської сільської ради. Почалася радіо- та електрифікація села, житлове будівництво (вул. Миру). Але через два роки радгосп був реорганізований (розділений). І трохимівцям залишилася лише одна назва.
З початку 1959 року Трохимівка стає центральною садибою радгоспу «Мирний», площа якого складала майже 10 000 га. У Трохимівці розміщувався відділок № 1 цього радгоспу, тракторна бригада № 1, радгоспна ЦРМ, центральна бухгалтерія та автогараж.
«Радгоспний період» (1957—1990) відзначався активним виробничим і житловим будівництвом у селі. За той час, у селі було збудовано 8 вулиць: Миру та Кірова (1960-ті рр.), Горького, частина Гагаріна, Молодіжна, Східна, Північна (1970-ті рр.), Шкільна, Сонячна (1980-ті рр.), сільський БК, сільська їдальня-кафе (вул. Першотравнева), магазин по вул. Кірова; були заасфальтовані вул. Першотравнева, Кірова, Миру, Молодіжна, Гагаріна та Кіровське шосе.
Збудовано потужну МТФ на 5 000 голів ВРХ та СТФ на 7 000 голів. В Трохимівці діяли 3 артезіанські свердловини для водопостачання та 2 — на околиці села (для МТФ та бурту). Були збудовані 4 водоймища-ставки для зрошення полів під городніми культурами та кормовими площами. Влітку вони ставали місцями дозвілля для дітей та молоді. Значна кількість робочих місць та нестача робочих рук, змушувала керівництво радгоспу вести активну переселенську політику серед мешканців західних областей УРСР. Кількість мешканців села швидко зростала, але була не постійною, через течу робочих рук. Так, якщо в 1970 р. в селі нараховувалося 85 дворів та проживало 489 мешканців, то 1975 р. ці цифри складали відповідно 134 домогосподарства та 870 осіб. З 1972 р.в Трохимівці почала функціонувати загальноосвітня середня школа — десятирічка .
1980 р. в Трохимівці налічувалося 156 дворів, проживало 559 мешканців (267—292); серед них — 115 дітей шкільного віку. 1985 р. в селі була збудована і урочисто відкрита 1 вересня типова середня школа на 450 учнів. Парк тракторної бригади села налічував 34 трактори та 5 комбайнів (1980); в автобазі було 59 автомобілів.
Але поряд з цим фактами існували і інші явища — масштабні приписки, несунство і крадіжки, нецільове використання та розбазарювання будматеріалів, електроенергії та палива, хуліганство і пияцтво та кумівство. При чому, в цьому були задіяні всі — від дирекції радгоспу до простих різноробочих.
В період горбачовської перебудови (1985—1991) почалося реформування радгоспу, що завершилося на початку 90-х перетворенням його на КСП «Мирний». Земля була розпайована лише серед тогочасних робітників КСП і не зачепила інших працівників села. З'явилися перші ФГ.. А ось матеріальна база КСП була розкрадена. 1993 р. році КСП «Мирний» збанкрутіло і було ліквідоване.

### Незалежна Україна
Першими прийняли присягу на вірність українському народу місцеві військовозобовязані запасу в грудні 1991 року в приміщенні сільського клубу.
Перші місцеві вибори за часів незалежності відбулися лише в березні 1994 року. Трохимівським сільським головою було обрано Івіна Анатолія Миколайовича.
В селі постійно діє місцевий осередок політ. партії «Батьківщина», осередок ГО «Ветеран». Інші осередки активізуються лише під час чергових виборів. В 2016 р. на базі місцевої ЗОШ І-ІІІ ст. та дитсадка було створено Трохимівський НВК (загальноосвітня школа І-ІІІ ст. — дошкільний навчальний заклад) . В 2006 році в селі, на території пришкільного парку, було встановлено пам'ятний знак в пам'ять про загиблих від голодоморів 1932—1933 та 1946—1947 років односельців.
В рамках декомунізації в селі, в листопаді 2015 р. сільрадою було перейменовано вулицю Кірова на Вишневу.
В межах державної політики децентралізації, обговорювалося питання про входження до Гайманської ОТГ (кол. Агайманська волость). Громадські слухання щодо цього пройшли формально; на них було присутньо ледь три десятки чоловік. Зрозумілого рішення ухвалено не було. Але сесія сільради самочинно висловилася за входження громади (?!) до Іванівської ОТГ. 29 жовтня 2017 року трохимівці взяли участь в перших виборах до Іванівської об"єднаної територіальної громади. Проголосувало 239 осіб (36,4 %).
До 2017 року центральна садиба однойменної сільської ради, в підпорядкуванні якої знаходились села Захарівка, Новодмитрівка Перша та Щасливе (до 2015 — Кірове).
12 червня 2020 року, відповідно до розпорядження Кабінету Міністрів України № 713-р «Про визначення адміністративних центрів та затвердження територій територіальних громад Запорізької області», увійшло до складу Іванівської селищної громади.
17 липня 2020 року, в результаті адміністративно-територіальної реформи та ліквідації Іванівського району, село увійшло до складу Генічеського району.
24 лютого 2022 року село тимчасово окуповане російськими військами під час російсько-української війни.

## Населення
Згідно з переписом УРСР 1989 року чисельність наявного населення села становила 811 осіб, з яких 392 чоловіки та 419 жінок.
За переписом населення України 2001 року в селі мешкало 657 осіб.

### Мова
Розподіл населення за рідною мовою за даними перепису 2001 року:
| Мова       | Відсоток |
| ---------- | -------- |
| українська | 96,13 %  |
| російська  | 3,43 %   |
| білоруська | 0,30 %   |
| молдовська | 0,15 %   |

## Пам'ятки
На території села розташовані пам'ятка археології місцевого значення — група із чотирьох курганів (датується III тис. до н. е. — II тис. н. е.) та пам'ятка історії місцевого значення — братська могила воїнів Червоної Армії та пам'ятник на честь загиблих односельчан (охоронний номер 684).